# Osaka International 2008
Die Osaka International 2008 im Badminton fanden vom 2. bis zum 6. April 2008 in der Präfektur Osaka statt.

## Medaillengewinner
| Disziplin    | Gold                      | Silber                         | Bronze                         |
| ------------ | ------------------------- | ------------------------------ | ------------------------------ |
| Herreneinzel | Koichi Saeki              | Tanongsak Saensomboonsuk       | Kimihiro Yamaguchi             |
| Herreneinzel | Koichi Saeki              | Tanongsak Saensomboonsuk       | Kazuteru Kozai                 |
| Dameneinzel  | Megumi Taruno             | Mayu Sekiya                    | Sachiyo Imai                   |
| Dameneinzel  | Megumi Taruno             | Mayu Sekiya                    | Bae Yeon-ju                    |
| Herrendoppel | Kwon Yi-goo Ko Sung-hyun  | Keishi Kawaguchi Naoki Kawamae | Hiroyuki Endo Kazushi Yamada   |
| Herrendoppel | Kwon Yi-goo Ko Sung-hyun  | Keishi Kawaguchi Naoki Kawamae | Kenichi Hayakawa Kenta Kazuno  |
| Damendoppel  | Kumiko Ogura Reiko Shiota | Ha Jung-eun Kim Min-jung       | Kana Ito Mami Naito            |
| Damendoppel  | Kumiko Ogura Reiko Shiota | Ha Jung-eun Kim Min-jung       | Shizuka Matsuo Yasuyo Imabeppu |
| Mixed        | Kwon Yi-goo Ha Jung-eun   | Noriyasu Hirata Shizuka Matsuo | Ko Sung-hyun Kim Min-jung      |
| Mixed        | Kwon Yi-goo Ha Jung-eun   | Noriyasu Hirata Shizuka Matsuo | Misaki Matsutomo Shu Wada      |